# Бустан-эль-Баша
Бустан-эль-Баша (араб. بستان الباشا‎) — город расположенный в районе Джабла, мухафазы Латакия, Сирия.

## Этимология
В переводе с арабского «Бустан-эль-Баша» означает «Сад правителя (паши)».

## География
Город находится на восточном побережье Средиземного моря. Город расположен к юго-востоку от Латакии и к западу от Кардахи.

## Транспорт
Ближайший гражданский аэропорт — Международный аэропорт имени Басиля Аль-Асада в Латакии.